# بریت دیگره
بریت دیگره (انگلیسی: Berit Digre؛ زادهٔ ۳ آوریل ۱۹۶۷) بازیکن هندبال اهل نروژ است.